# Австрийский фронт свободы
Австрийский фронт свободы (нем. Österreichische Freiheitsfront, ÖFF), до ноября 1943 года — Австрийское движение за независимость (нем. Österreichische Unabhängigkeitsbewegung, ÖUB) — партизанская группа австрийского антифашистского Сопротивления, действовавшая во время Второй мировой войны в Штирии в районе Леобен—Донавиц—Айзенэрц. Первоначально она возникла среди рабочих промышленной зоны Верхней Штирии, но считала себя беспартийной группой, к которой в основном присоединились австрийские дезертиры вермахта. Через словенских рабочих группа установила контакты с югославскими партизанами (НОАЮ). В литературе её также называют группой Леобен—Донавиц (нем. Gruppe Leoben-Donawitz).
Группа была организована одним из руководителей австрийской компартии Францом Хоннером в 1942 году, который был заброшен в Австрию из СССР; группа поддерживалась СССР, а благодаря сотрудничеству группы с НОАЮ в Югославии на стороне Тито воевали два австрийских батальона. Со временем, организация созданная коммунистами, расширилась, к ней присоединились представители различных политических сил, основной целью была провозглашена независимость Австрии. К концу войны Австрийский фронт свободы был единственной вооружённой подпольной организацией Австрии.

## Создание
Группу в октябре 1942 года создали коммунисты Леобнера Зепп Фильц, Антон Вагнер, Симон Тревизани, Фердинана Андрейович и Макс Мучич. Они тайно проводили мероприятия сопротивления и устанавливали контакты, например, через словенских рабочих в Леобене и югославских партизан. С конца 1942 года, когда Сталинградская битва впервые вызвала у населения сомнения в победе III рейха, они начали распространять листовки с призывом к сопротивлению нацистскому режиму.
В начале 1943 года в Словении были арестованы партизаны, с которыми группа имела контакты. Опасаясь, что теперь их разоблачат, члены группы ушли в подполье, покинули Леобен в апреле 1943 года и ушли в Есенице (Словения), где присоединились к Освободительному фронту. Когда в начале ноября была опубликована Московская декларация стран-союзников по антигитлеровской коалиции, в которой они заявили о желании всех правительств «видеть восстановленной свободную и независимую Австрию», призвав австрийский народ внести «собственный вклад в дело её [Австрии] освобождения», Фильц и Вагнер вернулись в Леобен. Там они установили контакты с крестьянами и рабочими, чтобы сформировать сеть вооружённой борьбы. Мучичу и Андрейовичу удалось установить связи с отдельными лицами в ведомствах и органах власти региона. Тем временем Сильвестр Хайдер взял на себя помощь военнопленным и смог освободить из трудового лагеря в Трофайахе троих словенцев, которые затем присоединились к партизанам.
В ноябре 1943 года под Трофайяхом прошла конференция движения, на котором было утверждено новое название, Австрийский фронт свободы, и объявлено о стратегических задачах создания «свободной, независимой, демократической Австрии, которая будет жить в дружбе со всеми народами и в которой будет преодолена расовая и национальная ненависть и гарантирована свобода совести и убеждений», будут ликвидированы все фашистские учреждения, проведены экспроприация и национализация тяжёлой промышленности. Там же было сформировано региональное руководство фронта, в которое, помимо партизан Леобена, также вошли представители групп сопротивления из Юденбурга, Филлаха, Граца и Вены.

## Вооружённая борьба
Весной 1944 года группа, называющая себя теперь Австрийским фронтом свободы, начала вооружённую борьбу, совершая диверсии на железной дороге и тем самым прерывая поставки боеприпасов, например в апреле под Димлахом, в Аувальде на перевале Яссинг возле Санкт-Михаэля и в Гроссрайфлинге. В то же время продолжалось распространение листовок. Макс Мучич, опасавшийся ареста гестапо, также ушёл в подполье и в апреле 1944 года активно присоединился к партизанам. Однако летом 1944 года случилось ряд неудач. Группа понесла первые потери. Часть партизан во главе с Сильвестром Хайдером и Максом Мучичем направилась на встречу с группой из Капфенберга/Брука. Пережидая дождь, они остановились на ночь в хижине лесоруба недалеко от Ахнертерль-ам-Талеркогель. Утром 22 июня группу внезапно атаковала жандармерия и ландвахт. В последовавшей перестрелке Сильвестр Хайдер и польский боец из числа остарбайтеров были убиты, ещё один партизан, дезертир из Семриаха, был схвачен и позже казнён. Остальные смогли отступить.
После диверсии на железной дороге возле Маллингер-Мюле в Леобене 11 июля 1944 года гестапо смогло арестовать в Леобене несколько партизан, что позволило выявить сторонников и сочувствующих. Всего было арестовано более ста человек, из которых более 40 впоследствии умерли в концентрационных лагерях. В сложившихся условиях группа была вынуждена прекратить вооружённую борьбу и отступить в горы Верхней Штирии, где скрывавшиеся партизаны провели зиму 1944/1945 года.
В декабре 1944 года был создан Областной комитет Австрийского фронта свободы для Каринтии и Штирии, в который вошли коммунисты, социалисты, представители крестьянского союза и католики.
Группа смогла снова активизироваться только весной, когда 3-й Украинский фронт Красной Армии под командованием маршала Ф. И. Толбухина подошёл к Штирии с востока через Венгрию. Партизаны снова начали распространять листовки, призывая население больше не поддерживать национал-социалистический режим:
# Бороться всеми имеющимися в нашем распоряжении средствами, включая применение оружия, против фашистских оккупантов и их австрийских пособников, которые путем мошенничества, лжи и эксплуатации нашего добродушия, а также путем применения жесточайшего террора лишили нас всех прав и сделали нас рабами фашистской клики хозяев.
1. Создание свободной, независимой, демократической Австрии, которая готова жить в дружбе со всеми народами, борется со всей расовой и национальной ненавистью и обеспечивает свободу религии и свободу выражения мнений.
2. Экспроприация тяжёлой промышленности, крупных поместий и фашистских учреждений, их национализация или раздел.

Группа снова вступила в бой только в последние дни войны перед наступлением союзников. Макс Мучич и Зепп Фильц участвовали в захвате сталелитейного завода Донавица 8 мая 1945 года. Охрана была обезврежена, что позволило предотвратить взрыв объекта. В тот же день был сформирован комитет из трёх членов, коммуниста, социалиста и христианского социалиста, который временно взял власть в Леобене. Компартию в комитете представлял партизан Зепп Фильц.
Несколько недель спустя, 24 июля 1945 года, Штирия перешла от советской к британской администрации в результате соглашения союзников. Затем члены партизанского движения были вытеснены из политической жизни и вернулись на свою гражданскую работу. В 1966 году Макс Мучич опубликовал свои воспоминания об этом времени.

## Значение
Помимо многочисленных групп сопротивления, таких как группы Густава Пфейлера в Восточной Штирии, в Австрии действовало только четыре активных партизанских движения. Это были группы Зеппа Плисейса в Зальцкаммергуте и группы Вольфганга Пфаундлера в тирольском Эцтале, а также каринтийские партизаны и группа Леобен—Донавиц в Верхней Штирии. Все эти партизанские отряды сыграли важную роль в захвате власти в своих регионах в последние дни войны. До этого группа также принимала активное участие в вооружённых диверсиях. Тем не менее, это всё ещё плохо документировано в литературе, поскольку в послевоенный период и в начале «холодной войны» коммунистические партизаны были политически отодвинуты на второй план.